# Sleep easy
Sleep easy is een studioalbum van Paul Lawler. Lawler maakt voor zijn albums die onder de bandnaam Arcane uitkwamen elektronische muziek uit de Berlijnse School. Voor dit album met de vertaalde titel "Slaap zacht" nam hij ambientachtige new agemuziek op. Het album bevat rustgevende instrumentale muziek.

## Musici
- Paul Lawler – synthesizers, elektronica

## Muziek
| Nr. | Titel      | Duur  |
| --- | ---------- | ----- |
| 1.  | Floating   | 10:20 |
| 2.  | Images     | 10:02 |
| 3.  | Deeper     | 9:59  |
| 4.  | Drift away | 9:58  |
| 5.  | Dreams     | 9:59  |
| 6.  | Peace      | 7:16  |